# Coś (film 1982)
Coś (ang. The Thing) – amerykański horror fantastycznonaukowy z 1982 roku w reżyserii Johna Carpentera na podstawie scenariusza Billa Lancastera, będący adaptacją opowiadania Johna W. Campbella Kim jesteś? (oryg. Who Goes There?). Film przedstawia historię amerykańskich naukowców na Antarktydzie, którzy odkrywają tam ciało obcej formy życia. Bohaterowie zabierają znalezisko do swojej stacji badawczej, gdzie istota ożywa. Rozpoczyna się wówczas dramatyczna walka pomiędzy badaczami a obcym, gdzie stawką jest los całej planety. W roli głównej wystąpił Kurt Russell; w pozostałych rolach: Keith David, Wilford Brimley, T.K. Carter, Richard Masur, Thomas G. Waites, David Clennon, Charles Hallahan, Peter Maloney, Donald Moffat, Joel Polis i Richard Dysart.
Ponad dwie dekady po tym jak Howard Hawks wyprodukował pierwszą adaptację noweli Who Goes There? – Istotę z innego świata (1951), będącą luźną interpretacją opowiadania Campbella, twórcy filmu Coś postanowili stworzyć ekranizację znacznie wierniejszą oryginałowi. Zdjęcia do filmu były kręcone na Alasce, a także w studiu w Universal City i w Kolumbii Brytyjskiej.
Film Coś za czasów swojej premiery został negatywnie odebrany przez recenzentów, którzy opisywali go jako „ohydnie przesadzony” i „kwalifikujący się do kosza”. Krytyka dotyczyła m.in. kiepsko zarysowanych bohaterów i nihilistycznego wydźwięku filmu, choć efekty specjalne były zarazem chwalone i krytykowane – uznano je za doskonałe technicznie, ale wizualnie odpychające. Produkcja nie miała dużej frekwencji kinowej, zarabiając 19,6 miliona dolarów przy koszcie produkcji filmu wynoszącym 15 milionów dolarów.
Coś dotarło do większej grupy widzów dopiero wraz z wydaniem filmu na kasety VHS oraz dzięki emisjom w telewizji. Na przestrzeni lat dzieło Carpentera zyskiwało uznanie zarówno ze strony widzów, jak i krytyków, którzy poddawali film ponownej ocenie, uznając go za kamień milowy w historii kina gatunku grozy. Coś stało się bowiem sporym źródłem inspiracji dla kolejnego pokolenia filmowców, wywierając znaczący wpływ na kulturę popularną i z czasem zyskując miano filmu kultowego. Produkcja ta zaczęła być też uznawana za klasykę gatunku, a także za jeden z najlepszych horrorów i filmów sci-fi wszech czasów.
Coś doczekało się kontynuacji w postaci komiksów i gry komputerowej, a w 2011 ukazał się film pod tym samym tytułem będący prequelem filmu Carpentera.

## Fabuła
Akcja filmu rozgrywa się w 1982 roku na Antarktydzie. Rozpoczyna się w momencie, gdy norweski helikopter ściga uciekającego psa. Pasażer helikoptera usiłuje bezskutecznie zabić zwierzę strzelając do niego z karabinu aż do momentu, gdy pojazd wraz z psem dociera do placówki amerykańskiej grupy badawczej. Wówczas helikopter ląduje, a pasażer po opuszczeniu go, próbując uśmiercić husky granatem, niechcący powoduje eksplozję całego helikoptera, zabijając pilota. Dochodzi do konfrontacji pozostałego przy życiu Norwega z członkami amerykańskiej grupy badawczej, z którą jednak nie może się porozumieć z powodu bariery językowej. Norweg w dalszym ciągu usiłuje zastrzelić psa i przypadkiem trafia w członka ekipy. Jeden z Amerykanów w samoobronie zabija Norwega, po czym grupa badaczy przygarnia samotnego psa.
Wkrótce pilot helikoptera R.J. MacReady wraz z doktorem Copperem wyrusza śmigłowcem do norweskiej bazy, by ustalić powód dziwnego zachowania Norwegów. Zastają jednak ich bazę w ruinach, ze śladami walki i eksplozji, znajdując tam zwłoki członków norweskiej grupy oraz spalone, zdeformowane, humanoidalne ciało. MacReady i Copper zabierają intrygującą istotę do swojej bazy, gdzie biolog Blair bada organizm i znajduje w nim jedynie zwykłe organy. Clark będący opiekunem zwierząt zamyka na noc psa, którego ścigali Norwedzy do psiarni. Po chwili inne przebywające tam psy zaczynają szczekać i warczeć na nowo przybyłe zwierzę, które transformuje się w potwora i atakuje pozostałe psy swoimi mackami. MacReady usłyszawszy hałas włącza alarm, budząc całą załogę, po czym wszyscy bohaterowie udają się do psiarni. Tam zastają kreaturę, która jak się okazuje „pochłonęła” większość psów, tworząc jeden duży organizm. Mechanik Childs przy pomocy miotacza ognia spala potwora. Blair dokonuje autopsji jego pozostałości i odkrywa, że stwór był zdolny do tworzenia doskonałych imitacji innych organizmów.
Dzięki materiałom filmowym zabranym z norweskiej bazy, bohaterowie odkrywają odległe od amerykańskiej placówki wykopalisko z częściowo zakopanym statkiem kosmicznym, który – jak twierdzi jeden z amerykańskich badaczy – jest tam już od co najmniej stu tysięcy lat. W międzyczasie Blair zamyka się w swoim gabinecie, gdzie studiuje komórki organizmu potwora, dochodząc do wniosku, że ten mógł przedostać się do organizmu dowolnego członka ekipy badawczej i stworzyć jego imitację. Symulacja komputerowa pokazuje Blairowi, że najpewniej jeden lub więcej członków załogi zostało zainfekowanych przez obcą istotę, która opanuje całą planetę w przypadku dostania się do rejonów zamieszkiwanych przez ludzi. Tymczasem zdeformowane ciało z norweskiej placówki ożywa i atakuje jednego z badaczy – Benningsa. Radiowiec Windows, będący świadkiem zdarzenia, wszczyna alarm w całej placówce. Potwór w ciele Benningsa nie zakończywszy jeszcze w pełni przemiany ucieka przez okno i przedostaje się na zewnątrz stacji, gdzie zostaje jednak osaczony przez bohaterów i spalony przez MacReady’ego. Zaraz po tym Blair wpada w panikę i sabotuje środki transportu oraz radiostację, a także zabija wszystkie pozostałe psy, aby zapobiec rozprzestrzenieniu się Obcego. W związku z agresją Blaira pozostali polarnicy izolują go. Po tych wydarzeniach bohaterowie przestają ufać sobie nawzajem, gdyż uświadamiają sobie, że każdy z nich może być Obcym imitującym człowieka.

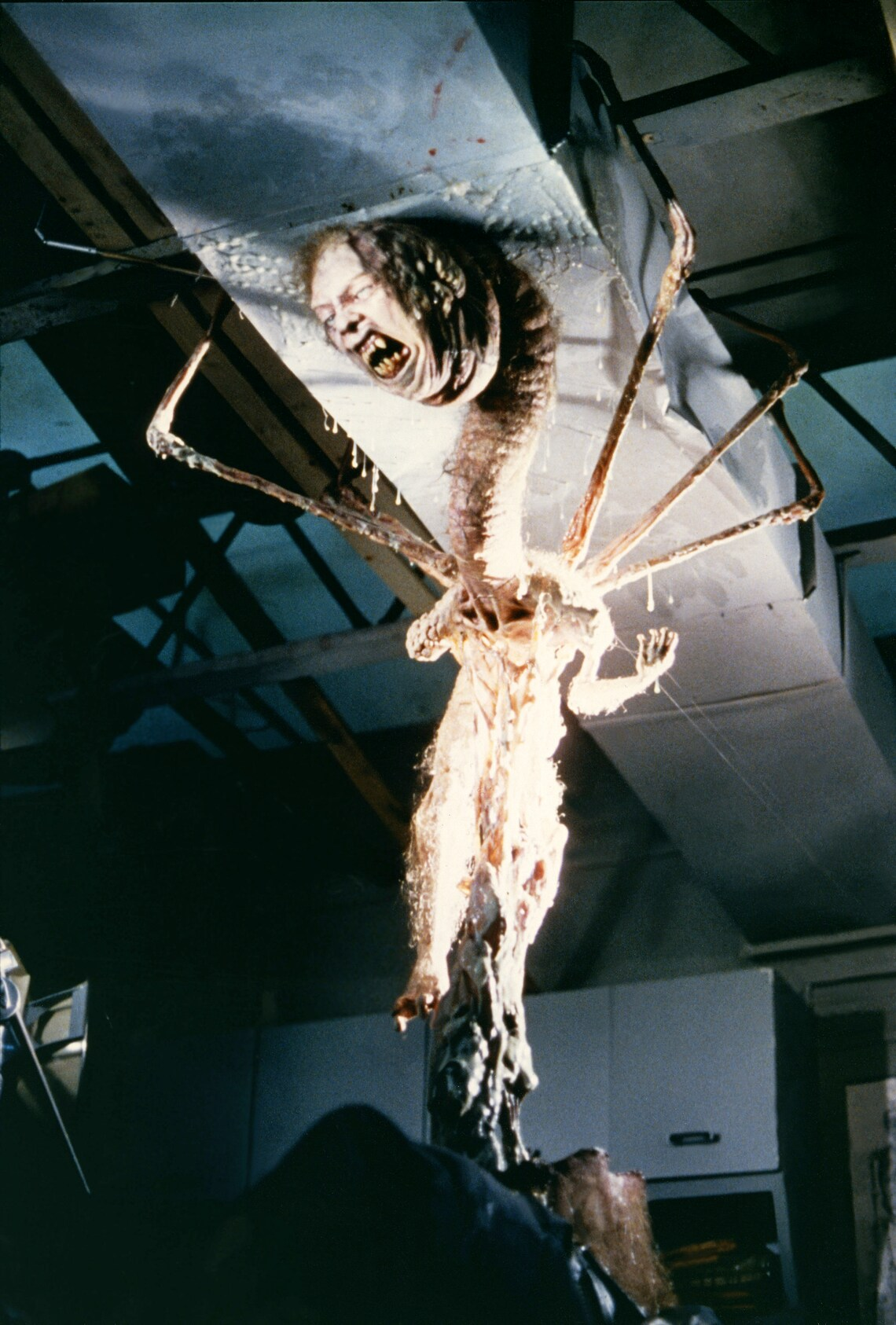
Fotos z filmu

Copper opracowuje plan mający na celu ustalenie kto jest Obcym, a kto nie, polegający na zbadaniu krwi. Okazuje się jednak, że wykonanie testu jest niemożliwe, ponieważ ktoś już zdążył zniszczyć próbki krwi do porównania. Wkrótce MacReady, który przejął dowodzenie nad grupą znajduje w śniegu spalone szczątki Fuchsa. Wraz z Naulsem wyrusza do innego budynku placówki, by ustalić jak doszło do spalenia załoganta. Po chwili Nauls sam wraca do głównego budynku pozostawiając przywódcę grupy w zamieci, po czym pokazuje reszcie ekipy, że znalazł fragment rozdartego ubrania MacReady’ego, co wskazywałoby, na jego zarażenie przez Obcego. MacReady zjawia się na miejscu, lecz członkowie grupy nie chcą go wpuścić do środka. Wtedy MacReady wybija okno i wdziera się do głównego budynku, gdzie grozi pozostałym bohaterom, że zabije ich wszystkich dynamitem, jeśli nie pozwolą mu wejść. Wówczas Norris mdleje i pada na podłogę, a doktor Copper próbuje reanimować nieprzytomnego defibrylatorem. W tym momencie klatka piersiowa Norrisa przeobraża się w zębatą paszczę, która odgryza doktorowi ramiona i zabija go. MacReady spala miotaczem ognia najpierw opanowanego przez Obcego Norrisa, a potem jego głowę, która odłącza się od reszty ciała i samodzielnie próbuje uciec. Takie zachowanie ciała Norrisa doprowadza MacReady’ego do hipotezy, że każda część ciała Obcego jest zdolna do samoistnego życia z zakodowanym odruchem ratowania własnej egzystencji. W związku z tym przywódca ekipy zarządza przeprowadzenie testu polegającego na dotknięciu rozgrzaną igłą próbki krwi każdego członka grupy, wierząc, że krew Obcego będzie reagowała na wysoką temperaturę. Clark rzuca się na MacReady’ego ze skalpelem, w wyniku czego ten w samoobronie zabija napastnika strzałem w głowę. Zaraz po tym MacReady rozpoczyna test, który wykazuje, że każdy z obecnych załogantów jest człowiekiem, z wyjątkiem Palmera. Ten ostatni po zdemaskowaniu zmienia się w potwora i atakuje Windowsa, infekując go, po czym zarówno Palmer, jak i Windows zostają spaleni przez MacReady’ego.
Pozostali przy życiu MacReady, Garry i Nauls wyruszają sprawdzić w analogiczny sposób Blaira, zostawiając na straży Childsa. Okazuje się, że Blairowi udało się uciec. Znajdują ponadto mały, zbudowany przez Blaira spodek kosmiczny, który następnie niszczą. Po ich powrocie Childsa już nie ma, a agregat prądotwórczy całej stacji okazuje się być całkowicie zniszczony. Pozbawieni źródła ciepła bohaterowie uznają, że Blair musi być ostatnim Obcym, który wie, że nie ma już szans na ucieczkę. Ustalają, że Obcy w ciele Blaira planuje zamarznąć i pozostać w stanie hibernacji aż do przybycia ekipy ratunkowej. Grupa bohaterów ostatecznie decyduje się zniszczyć całą placówkę ładunkami wybuchowymi w celu unicestwienia Obcego i ocalenia ludzkości przed jego zarazą. W trakcie montowania dynamitu przez bohaterów Blair dyskretnie atakuje Garry’ego, zarażając go, a Nauls znika bez śladu. Po chwili MacReady’emu ujawnia się ogromne monstrum, które niszczy detonator. Mimo to bohaterowi udaje się uruchomić ładunki rzuconą laską dynamitu, powodując wielką eksplozję i zabijając potwora. MacReady samotnie przemierza ruiny stacji badawczej i natrafia na Childsa, który pojawia się po długiej nieobecności. Ten tłumaczy MacReady’emu, że sam ścigał Blaira, po czym zabłądził w zamieci. Dwaj pozostali przy życiu bohaterowie postanawiają jednak zrezygnować z jakiegokolwiek testu, gdyż i tak nie byliby w stanie nic zrobić, gdyby jeden z nich okazał się zarażony. Obaj godzą się z faktem, że wkrótce zamarzną i wspólnie oczekują śmierci, przy czym MacReady częstuje Childsa butelką whisky.

## Obsada
- Kurt Russell jako R.J. MacReady, pilot helikoptera[9][7]
- Keith David jako Childs, mechanik[7][10]
- Wilford Brimley jako Blair, biolog[7][10]
- T.K. Carter(inne języki) jako Nauls, kucharz[7][10]
- Thomas G. Waites(inne języki) jako Windows, operator radiostacji[7]
- Peter Maloney(inne języki) jako George Bennings, meteorolog[7][8]
- Donald Moffat jako Garry, zarządca stacji[7]
- Richard Masur jako Clark, opiekun psów[7][10]
- David Clennon(inne języki) jako Palmer, asystent mechanika[7]
- Joel Polis(inne języki) jako Fuchs, asystent biologa[7]
- Charles Hallahan jako Norris, geolog[7]
- Richard Dysart(inne języki) jako doktor Copper, fizyk[7]

W Coś wystąpili ponadto Norbert Weisser i Larry Franco w rolach Norwegów, a także ówczesna żona reżysera Johna Carpentera Adrienne Barbeau, która zagrała niewielką rolę głosową, komputera szachowego MacReady’ego. Barbeau była jedyną kobietą w obsadzie filmu.

## Produkcja

### Geneza projektu i wybór reżysera

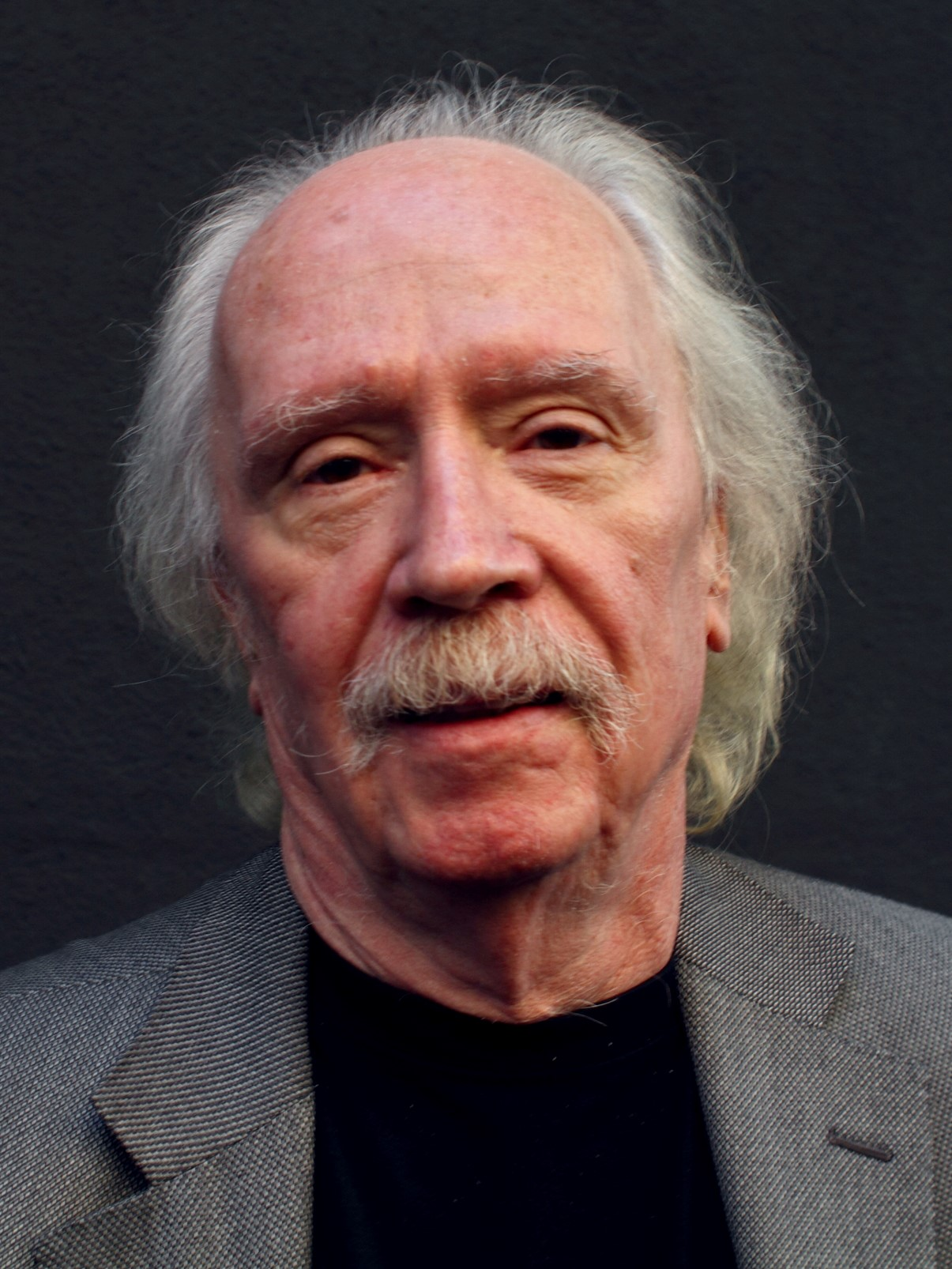
John Carpenter, reżyser filmu

Prace nad projektem rozpoczęły się w połowie lat 70. XX wieku, kiedy producenci David Foster i Lawrence Turman zaproponowali wytwórni Universal Pictures stworzenie filmowej adaptacji opowiadania Johna W. Campbella z 1938 roku pt. Who Goes There?. Przedtem nowelę tę przenieśli już na ekran Howard Hawks i Christian Nyby pod tytułem Istota z innego świata w 1951. Ekranizacja ta była jednak luźną interpretacją dzieła Campbella, a w zamyśle Fostera i Turmana było stworzenie adaptacji znacznie wierniejszej oryginałowi. Po tym jak Universal zdobyło prawa do produkcji remake’u, w projekt zaangażowano Tobe’ego Hoopera, który miał odpowiadać za reżyserię. Producenci byli jednakże niezadowoleni z wizji filmu reżysera i współpracującego z nim scenarzysty Kima Henkela. W następstwie zwolniono dwóch wspomnianych filmowców, a na stanowisku reżysera zatrudniono Johna Carpentera – twórcy docenionego przez krytyków slashera Halloween (1978).

### Scenariusz
Zanim Carpenter dołączył do projektu swoje szkice scenariusza opracowane na podstawie noweli przedstawiali m.in. autor powieści Ucieczka Logana William F. Nolan, David Wiltse czy Kim Henkel. Stuart Cohen – współproducent filmu i przyjaciel Carpentera – opisał zarys scenariusza autorstwa Henkela jako „mobydickową”, osadzoną przynajmniej częściowo pod wodą historię, gdzie „Kapitan” walczy z ogromnym, niezdolnym do zmieniania swojej formy stworem. Carpenter uznał wszystkie te scenariusze za „okropne” i stwierdził, że ich autorzy próbowali uczynić tę historię czymś, czym ona nie była, całkowicie ignorując zdolność obcej formy życia do ukrywania się niczym kameleon. Reżyser zrezygnował jednak z pisania scenariusza samodzielnie, gdyż w tym okresie był na świeżo po ukończeniu prac nad Ucieczką z Nowego Jorku (1981), a także miał problem z napisaniem skryptu do filmu Eksperyment Filadelfia (1984)
Pisanie scenariusza powierzono Billowi Lancasterowi, gdy ten opisał swoją wizję filmu i wyraził chęć bliskiego trzymania się oryginału, którym było opowiadanie Campbella. Lancaster był pomysłodawcą kluczowych momentów filmu takich jak transformacja Norrisa czy scena testu krwi, którą Carpenter wymienił jako powód, dzięki któremu autentycznie chciał pracować nad tym filmem. Reżyser nazwał ponadto pracę Lancastera „najlepszym scenariuszem jaki kiedykolwiek przeczytał”. Wpływ na ostateczny kształt scenariusza miał też twórca efektów specjalnych Rob Bottin. Według pierwotnego skryptu Lancastera, Obcy miał być niemal cały czas zamaskowany, jednak Bottin przekonał reżysera żeby tytułowe „Coś” było częściej pokazywane:

Bill napisał scenariusz ze stworem w ukrytym w cieniach, czyli czymś oklepanym, w stylu starego Hollywood, o czym wszyscy mówią nawet do dziś. Rob Bottin był tym, który powiedział: „Nie, musisz wystawić potwora na światło, wtedy widzowie naprawdę zwariują. Istotnie to ich doprowadzi do szaleństwa, jako że to coś będzie stało na wprost przed nimi”. Nie byłem do końca przekonany, ale tak właśnie zrobiliśmy.

### Casting
Kurt Russell był zaangażowany w projekt zanim jeszcze został obsadzony w swojej roli w filmie, pomagając reżyserowi w rozwijaniu jego pomysłów. Zagranie głównej roli, która ostatecznie przypadła Russellowi, proponowano takim aktorom jak: Christopher Walken, Jeff Bridges, Nick Nolte, Kris Kristofferson czy Sam Shepard, jednakże każdy z nich odrzucił tę rolę bądź był niedostępny. Angaż w roli MacReady’ego omawiali też: Ed Harris, John Heard, Tom Berenger, Fred Ward, Scott Glenn, Peter Coyote i Tim McIntyre. Najbliżej otrzymania tej roli był Jack Thompson, który wyraził zainteresowanie projektem i udał się na przesłuchanie. Carpenter jednak ostatecznie zdecydował się na Russella, który grał już w poprzednich filmach reżysera. Russellowi zajęło ponad rok zapuszczenie włosów i brody na potrzeby filmu.
Według początkowych planów odtwórcą roli Blaira miał być znany z filmu Halloween (1978) Donald Pleasence, jednak później zdecydowano aby tego bohatera zagrał mniej znany aktor, którym okazał się Wilford Brimley. Wśród rozważanych do roli Childsa aktorów byli Carl Weathers, Geoffrey Holder, Bernie Casey i Isaac Hayes, a do roli Garry’ego Jerry Orbach, Kevin Conway, Richard Mulligan, Powers Boothe oraz Lee Van Cleef. W przesłuchaniach do roli doktora Coppera brali udział William Daniels oraz Brian Dennehy, który ubiegał się też o rolę MacReady’ego.
David Clennon pierwotnie miał się wcielić w rolę meteorologa Benningsa, jednak aktor, po lekturze scenariusza stwierdził, że nie chce grać naukowca, lecz zwykłego pracownika, którym był Palmer. W następstwie Clennon wystąpił w tej właśnie kreacji. Richard Masur był przesłuchiwany pod kątem roli Garry'ego, jednakże aktor zapytał czy zamiast tej postaci może  zagrać rolę opiekuna psów – Clarka, którego kwestie dialogowe spodobały się aktorowi. Spełniono prośbę Masura, który w ramach przygotowań codziennie pracował z wilczakiem Jedem i jego opiekunem Clintem Rowem. Podczas prób przygotowawczych Rowe zaznajamiał Jeda z dźwiękami i zapachami ludzi, co umożliwiło uzyskanie odpowiedniego zachowania psa na filmie.

### Efekty specjalne
Za efekty specjalne filmu odpowiadał współpracujący już przedtem z Carpenterem Rob Bottin. Carpenter wyobrażał sobie Obcego jako stwora o jednolitym wyglądzie, aczkolwiek Bottin zaproponował, aby potwór w filmie miał zmienną formę. Specjalista od efektów stwierdził, że Obcy powinien być zdolny do transformacji swojego ciała, dzięki czemu mógłby za każdym razem wyglądać inaczej. Gdy Bottin przedstawił Carpenterowi swoje pomysły reżyser początkowo uznał je za „zbyt dziwaczne” i polecił twórcy efektów, by najpierw je naszkicował wspólnie z odpowiedzialnym za scenorysy Mikiem Ploogiem. Autor efektów projektując różne formy stwora, nadał Obcemu rozmaite atrybuty takie jak m.in. wypuszczanie pajęczych nóg z głowy czy przekształcanie swojego ciała w zębatą paszczę. Bottin uzasadnił takie właściwości potwora faktem, że ten był w wielu zakątkach galaktyki. Ostatecznie Carpenter przystał na taki wizerunek obcej formy życia, gdyż wolał uniknąć umieszczenia w filmie człowieka przebranego za potwora:

Zdecydowanie nie chciałem, by skończyło się na tym, że w tym filmie potwora zagra facet w przebraniu. Jako dzieciak dorastałem, oglądając filmy science-fiction o potworach, gdzie potworem zawsze był gość w kostiumie.

Bottin, celem uniknięcia cenzury zaproponował, aby w scenach drastycznych transformacji, potwór i jego organy wewnętrzne miały bardziej fantastyczny wygląd. Pod wpływem tej sugestii podjęto decyzję o stonowaniu koloru krwi i wnętrzności. Przy tworzeniu efektów specjalnych wykorzystano różnorodne materiały, w tym majonez, krem z kukurydzy, gumę balonową podgrzewaną w mikrofalówce i żel intymny. Bottin przez długi czas mieszkał na terenie studia Universal, intensywnie pracując nad efektami:

Pragnąłem by to, nad czym pracowałem ostatecznie okazało się czymś wspaniałym. Rzeczywiście mieszkałem w Universal przez rok i pięć tygodni, nie biorąc ani jednego dnia wolnego. Spałem na planie, w szatniach i pracowniach. A gdy zdjęcia dobiegły końca, trafiłem do szpitala.

Z powodu natłoku pracy Bottin poprosił o pomoc Stana Winstona w ukończeniu jednego ze swoich projektów, którym był pies-potwór. Nie mając czasu na wykreowanie zaawansowanego mechanicznego stworzenia, Winston zadecydował, aby zrobić pacynkę. Wykonano odlew ramienia i głowy jednego z członków ekipy filmowej. Wokół odlewu wyrzeźbiono z gliny na bazie oleju Psa-Obcego. Ekipa od efektów znajdowała się podczas kręcenia tej sceny pod psiarnią i sterowała modelem od dołu. Winston był pod wrażeniem pracy 21-letniego wówczas Bottina i dlatego odmówił podania swojego nazwiska wśród współautorów efektów wizualnych. Mimo wszystko w napisach końcowych pojawiła się wzmianka: „specjalne podziękowania dla Stana Winstona”.
Początkowo wytwórnia planowała, aby koszt produkcji filmu wyniósł 10 milionów dolarów, z czego 200 tysięcy miało zostać przeznaczonych na efekty specjalne, jednakże po stworzeniu obszernych scenorysów okazało się, że potrzeba znacznie więcej środków finansowych. Budżet został zwiększony, a mimo to przekroczono go, w wyniku czego wytwórnia ostatecznie wydała 15 milionów dolarów na produkcję filmu, w tym 1,5 miliona dolarów na same efekty specjalne. By zaoszczędzić na budżecie, do sfilmowania ruin norweskiej bazy w pierwszej części filmu wykorzystano pozostałości po eksplozji amerykańskiej stacji badawczej na końcu filmu. Ponadto sceny śmierci niektórych bohaterów (Naulsa i Benningsa) w założeniu miały być bardziej widowiskowe, aczkolwiek budżet nie pozwalał na nakręcenie ich w taki sposób, w jaki pierwotnie zaplanowano.

### Zdjęcia
Autor zdjęć – Dean Cundey – nalegał, by przy kręceniu filmu zastosować obraz anamorfotyczny. Cundey uznał, że pozwoli to na rozmieszczenie kilku aktorów w kadrze i wykorzystanie dostępnych malowniczych widoków, jednocześnie tworząc poczucie zamknięcia w obrazie. Zabieg ten umożliwił również zastosowanie przestrzeni negatywnej wokół aktorów, co sprawiało wrażenie, że coś może czaić się poza ekranem.
Kręcenie zdjęć głównych do filmu rozpoczęło się 24 sierpnia 1981 w Juneau na Alasce i trwało około dwunastu tygodni. Oprócz tego filmowanie scen w ramach głównych zdjęć odbywało się też w kalifornijskim studiu w Universal City oraz w Kolumbii Brytyjskiej.

### Postprodukcja
Część scen zapisanych w scenariuszu nie trafiła do filmu ze względu na zbyt dużą liczbę dialogów, które chwilami spowalniały tempo i naruszały suspens. Carpenter za część mankamentów obwiniał swoją metodę reżyserską, zauważając, że w niektórych scenach informacje i wydarzenia powtarzały się. Jedna ze scen w filmie, której nie ma w scenariuszu zawiera monolog MacReady’ego. Carpenter dodał ją głównie dlatego, że chciał nakreślić, co się dzieje w filmie oraz zaznaczyć heroiczny charakter tej postaci, gdy ta przejmuje dowodzenie nad grupą. 
Nakręcono kilka zakończeń filmu Coś, w tym szczęśliwe zakończenie, gdyż montażysta Todd Ramsay uznał, że ponury i nihilistyczny finał filmu nie sprawdzi się dobrze wśród widzów. W alternatywnym zakończeniu MacReady zostaje uratowany i poddany testowi krwi, który dowodzi, że ten jest człowiekiem. Carpenter opisał jednak taki koniec filmu jako „tandetny”. Zaangażowano Vernę Fields do przerobienia zakończenia, by nadać mu rozstrzygającej klarowności. Ostatecznie zdecydowano, by stworzyć zupełnie nową scenę, gdzie MacReady pozostaje sam, a Childsa, jak i podejrzenie o jego zarażenie przez Obcego całkowicie pominięto. Studio w końcu zdecydowało, aby właśnie takie zakończenie umieścić w ostatecznej wersji, jako że publiczność na pokazach próbnych zareagowała na nie lepiej. Mimo to dzięki inicjatywie twórców filmu oraz dyrektorce studia Helenie Hacker przywrócono filmowi pierwotne, niejednoznaczne zakończenie w ostatniej chwili:

Wyniki testów preferencji widzów wskazywały na niewielką, trzy lub czteroprocentową przewagę dla nowego zakończenia, co było wystarczająco przekonujące dla studia, które właśnie tego typu informacji oczekiwało, więc wszyscy niechętnie wycofaliśmy się. [...] Przez weekend żaden z nas nie mógł spać – zakończenie było nijakie – będące zdradą wszystkiego, co reprezentował film. W poniedziałek rano porozmawiałem z Heleną Hacker, dyrektorką Universal, która miała takie same odczucia. Szybko umówiła się na spotkanie z Nedem Tanenem [...]. Późnym rankiem w biurze Neda wyjaśniliśmy, że różnica w preferencjach nie była wcale taka duża oraz że zdecydowanie wolelibyśmy pozostawić widzów z pytaniem niż z zupełnie niczym. Po krótkiej rozmowie z Johnem i narzekaniu [...], wyraził zgodę na przywrócenie oryginalnego zakończenia około 10 godzin przed rozpoczęciem przygotowywania egzemplarzy filmu do wyświetlania.

### Muzyka
Reżyser, który zazwyczaj sam tworzył muzykę do swoich filmów, tym razem powierzył to zadanie włoskiemu kompozytorowi Ennio Morricone. Carpenter uzasadnił taką decyzję chęcią, aby ścieżkę dźwiękową do filmu skomponował ktoś z bardziej europejskim podejściem do muzyki.

## Wydanie

### Premiera i frekwencja kinowa
Amerykańska premiera kinowa filmu odbyła się 25 czerwca 1982 roku. Podczas otwierającego weekendu film zarobił 3,1 miliona dolarów, trafiając na 8. miejsce najbardziej kasowych filmów tego weekendu, osiągając lepszy wynik niż Megaforce (2,3 miliona dolarów), nie dorównując jednak wyświetlanemu wówczas od czterech tygodni Duchowi (4,1 miliona dolarów). Produkcja spadła z czołówki dziesięciu najlepiej zarabiających filmów po trzech tygodniach.  Film zarobił w sumie 19,6 milionów przy budżecie wynoszącym 15 milionów. Obraz Carpentera nie okazał się finansowym niepowodzeniem, ale i zarazem nie stał się przebojem. Twórcy filmu w późniejszych latach tłumaczyli niewielkie zainteresowanie widzów filmem Coś mocną konkurencją, którą stanowił wówczas kasowy film Stevena Spieberga E.T., prezentujący znacznie bardziej optymistyczną wizję kontaktu z istotą pozaziemską.

### Home media
Pomimo że film nie zdobył znaczącej popularności w momencie debiutu na ekranach kin, zyskał nowych odbiorców i ich uznanie kilka lat później po wydaniu filmu na kasetach VHS, a potem także wraz z premierą telewizyjną. To właśnie za sprawą kasetowego wydania trafił on do wielu krajów na świecie, w tym do Polski, gdzie pojawił się pod tytułem Przybysz. Pierwsze wydanie DVD filmu pojawiło się w 1998 roku, a wśród materiałów dodatkowych zawartych w wydaniu znalazł się m.in. film dokumentalny o produkcji filmu, a także komentarze Carpentera i Russella. W 2006 roku opublikowano wydanie HD DVD, które posiadało tę samą zawartość dodatkową, natomiast w 2008 film po raz pierwszy wydano na nośniku Blu-ray. Kolejne wydanie w formacie Blu-ray, oferujące tym razem obraz w rozdzielczości 2K ukazało się w 2016, z kolei w 2021 wersja z rozdzielczością 4K. Przed ogólnoświatowym wydaniem tej ostatniej wersji film w 4K pojawił się już na rynku w 2017 roku jako edycja limitowana sprzedawana wyłącznie w Wielkiej Brytanii.

## Odbiór

### Krytyka w okresie premiery
Film w czasie swojej premiery zebrał zdecydowanie negatywne recenzje, spotykając się z nieprzychylnym przyjęciem ze względu na swój cyniczny, antyautorytarny wydźwięk, a także na wizualny styl efektów specjalnych. Część recenzentów lekceważąco wyrażała się o filmie, określając go jako „typowy, durny film lat 80.”, „ohydnie przesadzony” i „kwalifikujący się do kosza”. Alan Spencer z magazynu „Starlog” opisał film jako „chłodny i jałowy” oraz stworzony by zarobić na fanach gatunku, w przeciwieństwie do „optymizmu E.T., kojącego powrotu Star Treka II, technicznej doskonałości Tronu i czystej rzetelności Łowcy androidów”.
Fabuła filmu była określana mianem „nudnej” i uznawana za naruszoną przez efekty specjalne. Linda Gross z „Los Angeles Timesa” opisała Coś jako film „ogołocony, rozpaczliwy i nihilistyczny”, któremu brakuje czucia, co oznacza, że śmierć poszczególnych bohaterów nie miała znaczenia. Spencer powiedział, że film charakteryzuje się niechlujną ciągłością i brakiem tempa, a także stwierdził, iż dzieło Carpentera pozbawione jest ciepła i człowieczeństwa. David Ansen z „Newsweeka” oznajmił, że twórcy filmu pomylili używanie efektów specjalnych z tworzeniem suspensu oraz że filmowi zabrakło dramatyzmu, zamiast którego w filmie „ofiarowano wszystko na ołtarzu krwi”. Dave Kehr z „Chicago Reader” opisał dialogi filmowe jako banalne i zbędne, powodujące, że bohaterowie sprawiają wrażenie jednolitych. Gary Arnold z „The Washington Posta” powiedział, że dowcipnym akcentem było rozpoczęcie filmu od momentu kiedy tytułowe „coś” ma już za sobą norweską bazę i wszelkiego rodzaju pułapki, które pojawiły się w wersji z 1951. Natomiast David Denby na łamach „New Yorka” ubolewał, że zagrożenie ze strony Obcego jest ukazane w filmie jedynie od strony zewnętrznej, bez skupiania się na tym, co czuje bohater, który myśli, że jego towarzysze zostali opanowani przez Obcego. Roger Ebert uznał film za straszny, jednakże nie oferujący nic oryginalnego poza efektami specjalnymi, choć Vincent Canby z „New York Timesa” stwierdził, że te efekty dają rozrywkę tylko wtedy, gdy widz oczekuje zobaczyć głowy na pajęczych nogach i autopsje psów.
Opinie na temat występów aktorów były na ogół pozytywne, jednakże krytykowano sposób, w jaki przedstawiono odtwarzane przez nich postaci. Ebert uznał, że bohaterowie pojawiający się w filmie są kiepsko zarysowani, podsumowując, że prezentują oni tylko podstawowe stereotypy i zostali umieszczeni w filmie jedynie po to, by można było ich uśmiercić. Spencer z kolei określił postacie jako nijakie, choć przyznał, że aktorzy robili co w ich mocy z materiałem, który mieli zagrać.
Efekty specjalne filmu były jednocześnie chwalone i krytykowane za to, że są doskonałe technicznie, ale i wizualnie odrażające i przesadzone. Magazyn „Cinefantastique” napisał, że Coś „może być najbardziej niekochanym potworem w historii kina […] ale jest to także najbardziej niesamowity pokaz efektów specjalnych i charakteryzacji od co najmniej dekady”. W recenzjach pracę twórcy efektów – Roba Bottina – nazywano „geniuszem”, zauważając, że projekty są nowatorskie, niezapomniane, „kolorowo przerażające”, a samego Bottina okrzyknięto „mistrzem makabry”. Innego zdania był Denby, który nazwał efekty bardziej obrzydliwymi niż przerażającymi i narzekał na to, że tendencja w horrorach do otwierania ludzkiego ciała coraz bardziej graniczy z nieprzyzwoitością.
O filmie Coś negatywnie wypowiadał się Christian Nyby – reżyser Istoty z innego świata (1951) będącej pierwszą ekranizacją noweli Campbella. Filmowiec powiedział: „jeśli chcesz krwi, idź do rzeźni”, podsumowując film jako jedynie „sporą reklamę dla szkockiej J&B”.

### Nagrody i nominacje
Film zdobył dwie nominacje do nagrody Saturna, w kategoriach „najlepszy horror” i „najlepsze efekty specjalne”, jednakże przegrał rywalizację z filmami Duch i E.T.. Ennio Morricone otrzymał natomiast nominację do Złotej Maliny za muzykę do Coś w kategorii „najgorsza ścieżka dźwiękowa”.

### Krytyka po latach
W późniejszych latach krytycy i widzowie poddawali Coś ponownej ocenie, uznając film ten za kamień milowy w historii gatunku grozy. Krytyk Peter Nicholls w swojej recenzji z 1992 roku opisał film jako „ponury i pamiętny” oraz taki, który „jeszcze może będzie postrzegany jako klasyk”. W późniejszym czasie Coś bywało określane mianem jednego z najlepszych filmów w reżyserii Johna Carpentera. John Kenneth Muir nazwał film „najbardziej udaną i niedocenioną pracą reżyserską Carpentera”. Krytyk Matt Zoller Seitz stwierdził, że Coś to „jeden z najwybitniejszych i najbardziej elegancko zrobionych filmów klasy B, jakie kiedykolwiek powstały”.
James Berardinelli z portalu „ReelViews” oznajmił, że głównym powodem, przez który Coś wypada tak dobrze jako film, jest klimat pełny paranoi. Recenzent uznał, że „talent Carpentera do tworzenia suspensu, dopracowany do perfekcji w Halloween, można podziwiać i tutaj”, a samo odtworzenie antarktycznej stacji opisał jako „bezbłędne”. Krytyk przyrównał też Coś do filmu Obcy – ósmy pasażer Nostromo (1979) Ridleya Scotta, pisząc, że „Obcy był opisywany jako kino «nawiedzonego domu w kosmosie», ze względu na sposób, w jaki łączy on gatunek horroru z science fiction. Coś robi to samo, lecz z dodatkowym zwrotem akcji – rzuca tajemnicę godną Agathy Christie”.
Trace Thurman z „Bloody Disgusting” określił dzieło Carpentera jako „jeden z najlepszych filmów wszech czasów”, a w 2008 magazyn „Empire” sklasyfikował Coś na 289. miejscu listy 500 najlepszych filmów jakie kiedykolwiek powstały, pisząc, że obraz ten to „niezrównane arcydzieło nieustępliwego suspensu, wizualnego ekscesu niszczącego siatkówkę w oku i absolutnie nihilistycznego terroru”. Dziś Coś jest uznawane za jeden z najwybitniejszych filmowych horrorów wszech czasów i klasykę gatunku. Kilka portali, takich jak m.in. Filmsite, Film.com czy Entertainment Weekly wymieniło Coś jako jeden z najlepszych filmów 1982 roku. Muir napisał, że dzieło Carpentera to „najlepszy horror science-fiction 1982 roku; roku z niewiarygodnie sporą konkurencją, a także prawdopodobnie najlepszy film tego gatunku z tej dekady”. Wiele serwisów internetowych umieściło Coś w zestawieniach najlepszych filmów fantastycznonaukowych,  m.in. IGN na 4. miejscu, Thrillist na 12. miejscu, GamesRadar+ na 7. miejscu, Paste na 31. miejscu, Esquire na 32. miejscu i Rotten Tomatoes na 11. miejscu. Coś zostało też sklasyfikowane na kilku rankingach Top filmowych horrorów, w tym na 1. miejscu przez „The Boston Globe”, na 2. miejscu przez „Bloody Disgusting”, na 4. miejscu przez „Empire”, na 6. miejscu przez „Time Out” oraz na 46. miejscu przez „Variety”.
W 2016 Brytyjski Instytut Filmowy uznał obraz za jeden z dziesięciu wielkich filmów o obcych odwiedzających Ziemię.
Na agregatorze recenzji Rotten Tomatoes 85% krytyków oceniło film pozytywnie ze średnią ocen z 84 recenzji wynoszącą 7,5/10. Według konsensusu recenzentów w tym serwisie: „Bardziej ponury i przerażający niż ekranizacja z lat 50. Coś Johna Carpentera to trzymający w napięciu thriller science-fiction, pełen frapującego dreszczu oraz niezwykłych efektów specjalnych i charakteryzacji”. Na analogicznym portalu Metacritic agregującym zarówno dawne, jak i dzisiejsze recenzje film otrzymał wynik 57/100 na podstawie 13 recenzji.

### Wpływ na kulturę i znaczenie

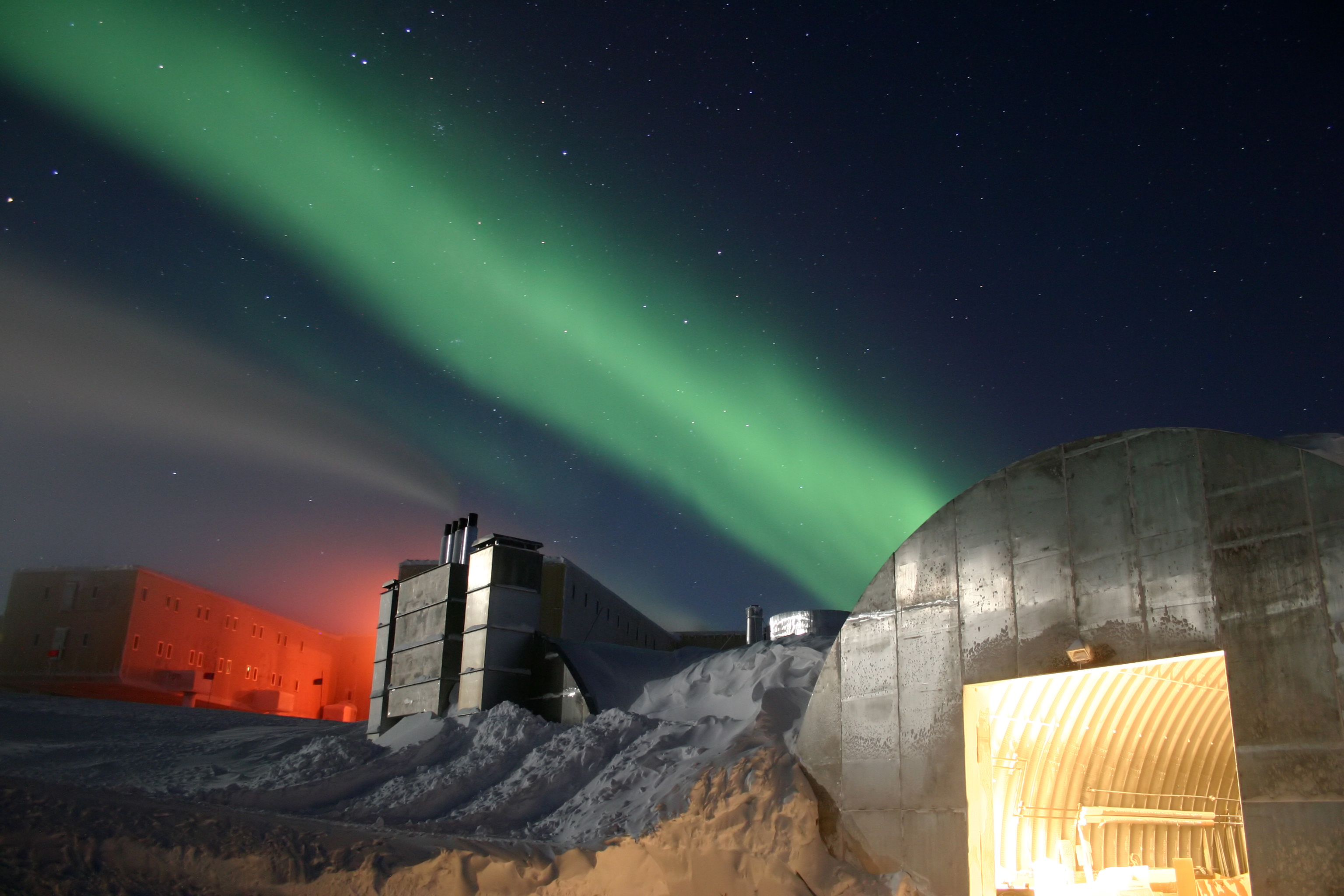
W Amundsen-Scott na Antarktydzie odbywa się coroczne wyświetlanie filmu Coś z okazji pierwszego dnia zimy

Film wywarł znaczący wpływ na kulturę popularną. Począwszy od drugiej połowy lat 90. jest uznawany za kultowy klasyk. Coś zostało wymienione w książce 1001 filmów, które musisz zobaczyć, w której napisano, iż owo dzieło to „jeden z najbardziej wpływowych horrorów lat 80., często naśladowany, a mało który film go przewyższa… Jest to jeden z pierwszych filmów, który bezkompromisowo pokazuje pękanie oraz wypaczanie ciała i kości w groteskowe obrazy surrealistycznego piękna, na zawsze podnosząc poprzeczkę kina grozy”. Natomiast w serialu dokumentalnym telewizji Bravo 100 najstraszniejszych filmowych momentów, scenę testu krwi z filmu Coś sklasyfikowano na 48. miejscu zestawienia. W 2017 roku Coś zostało uznane przez Visual Effects Society za jeden z 70 najbardziej wpływowych filmów w historii tworzenia filmowych efektów specjalnych.
Odniesienia do filmu Coś pojawiały się w różnorodnych mediach – od seriali telewizyjnych takich jak m.in. Z Archiwum X, Futurama czy Stranger Things poprzez gry komputerowe, w tym Resident Evil 4 (2005), Dead Space (2008), Tomb Raider III (1998), Overwatch (2016)  i Among Us (2018) aż po filmy, takie jak Oni (1998), Robale (2006) czy Mgła (2007).
Kilku światowej sławy filmowców doceniło Coś i potwierdziło jego wpływ na własną twórczość, w tym tacy reżyserowie jak Guillermo del Toro, James DeMonaco, J.J. Abrams, Neill Blomkamp, David Robert Mitchell, Steven S. DeKnight i Quentin Tarantino. W 2011 magazyn „The New York Times” spytał czołowych twórców filmowych horrorów, jaki film grozy uznają za najstraszniejszy – dwóch filmowców: Edgar Wright i John Sayles wskazało Coś. Film Tarantino pt. Nienawistna ósemka zawiera kilka przejawów inspiracji filmem Coś. Należą do nich m.in. obsadzenie w jednej z ról Kurta Russella, zaangażowanie Ennio Morricone do skomponowania muzyki, powielanie motywu paranoi oraz fakt, że bohaterowie są podejrzliwi wobec siebie nawzajem. Oprócz tego Tarantino przyznał, że nakręcił swój pełnometrażowy debiut Wściekłe psy z 1992 pod dużym wpływem filmu Carpentera.
W styczniu 2010 roku w magazynie „Clarkesworld Magazine” ukazał się osadzony w świecie filmu Coś, krótki utwór literacki autorstwa Petera Wattsa pt. The Things, opowiadający historię z perspektywy Obcego. Opowiadanie to zostało nagrodzone statuetką Shirley Jackson Award, a także było nominowane do nagrody Hugo za najlepszą miniturę literacką w 2011 roku. W 2017 roku wydany został art book, zawierający ponad 300 stron grafik inspirowanych filmem. Zostały one opracowane przez 350 artystów. Przedmowę książki napisał reżyser Eli Roth, zaś posłowie Carpenter. 
W 2007 roku w ramach Halloween Horrror Nights w Universal Studios na Florydzie stworzono atrakcję typu „nawiedzonego domu” na podstawie filmu – The Thing: Assimilation. Pojawili się w niej MacReady i Childs w stanie hibernacji, a także Obcy-Blair i psiarnia stacji badawczej.

## Interpretacje zakończenia filmu
Z biegiem lat widzowie podejmowali liczne próby interpretacji niejednoznacznego zakończenia filmu, gdzie dwaj pozostali przy życiu bohaterowie po eksplozji stacji badawczej czekają na śmierć, dzieląc się butelką whisky. Pojawiło się wiele teorii mających odpowiedzieć na pytanie: kto jest Obcym?. Według jednej z nich Childs w ostatniej scenie jest zainfekowany przez obcą istotę, gdyż nie widać charakterystycznego dla osób niezarażonych błysku w jego oczach oraz pary wydobywającej się z ust bohatera, podczas gdy obie rzeczy można zaobserwować u MacReady’ego. W późniejszym czasie było to jednak tłumaczone problemami technicznymi, które wystąpiły w trakcie kręcenia filmu. 
W innej teorii uznano, iż MacReady częstujący Childsa whisky, w rzeczywistości przeprowadza test na swoim towarzyszu – według tej hipotezy butelka naprawdę jest wypełniona benzyną i stanowi koktajl Mołotowa. Także i w tej teorii przyjęto, że Childs jest zarażony przez Obcego, ponieważ spożywa on benzynę bez wyrazu zniesmaczenia. Kurt Russell, który długo pracował z Johnem Carpenterem nad zakończeniem, stwierdził jednak, że analizowanie końcowej sceny w poszukiwaniu poszlak „mija się z celem”, choć Carpenter przyznał: „Teraz wiem, kto na końcu jest Obcym, ale nie mogę wam powiedzieć”.

## Kontynuacje
W 1991 roku pojawił się komiks The Thing from Another World autorstwa Chucka Pfarrera stanowiący kontynuację filmu. Został on wydany przez Dark Horse Comics, a jego akcja rozgrywa się na 24 godziny po zakończeniu wydarzeń z filmu. W kolejnych latach pojawiały się sequele komiksu – The Thing from Another World: Climate of Fear (1992), The Thing from Another World: Eternal Vows (1993) i The Thing from Another World: Questionable Research. Ponadto w 2002 roku na rynek trafiła gra komputerowa zatytułowana The Thing, która podobnie jak komiksy, przedstawia dalszy ciąg wydarzeń z filmu. Fabuła gry opowiada o grupie amerykańskich żołnierzy, którzy przybywają na Antarktydę niedługo po zakończeniu wydarzeń z filmu i prowadzą śledztwo w sprawie zruinowanej amerykańskiej stacji badawczej.
W 2011 roku premierę miał film również zatytułowany Coś będący prequelem filmu z 1982 o tym samym tytule. W 2020 wytwórnia Universal Pictures ogłosiła plan produkcji remake’u filmu Carpentera. Zapowiedziano, że remake ten ma zawierać elementy z Istoty z innego świata (1951), z filmu Coś (1982), a także z noweli Who Goes There? oraz z Frozen Hell, czyli rozszerzonej wersji opowiadania, wydanej w 2019 roku.